# Tetracyclos boreios
Tetracyclos boreios är en stekelart som beskrevs av Kryger 1942. Tetracyclos boreios ingår i släktet Tetracyclos och familjen sköldlussteklar.
Artens utbredningsområde är Grönland. Inga underarter finns listade i Catalogue of Life.